# Диюй

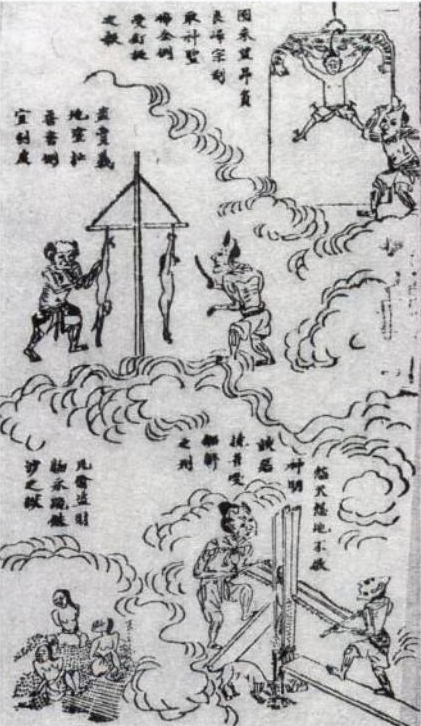
Диюй: муки ада. Грешники подвергаются наказанию в шестом судилище. Сдирают живьём кожу с тех, кто воровал священные книги и дидактические сочинения с целью наживы или их порчи; распиливают безбожников, презирающих богов, ропотников небес и земли; воры стоят на коленях на металлической стружке (иллюстрация из «Юйли»).

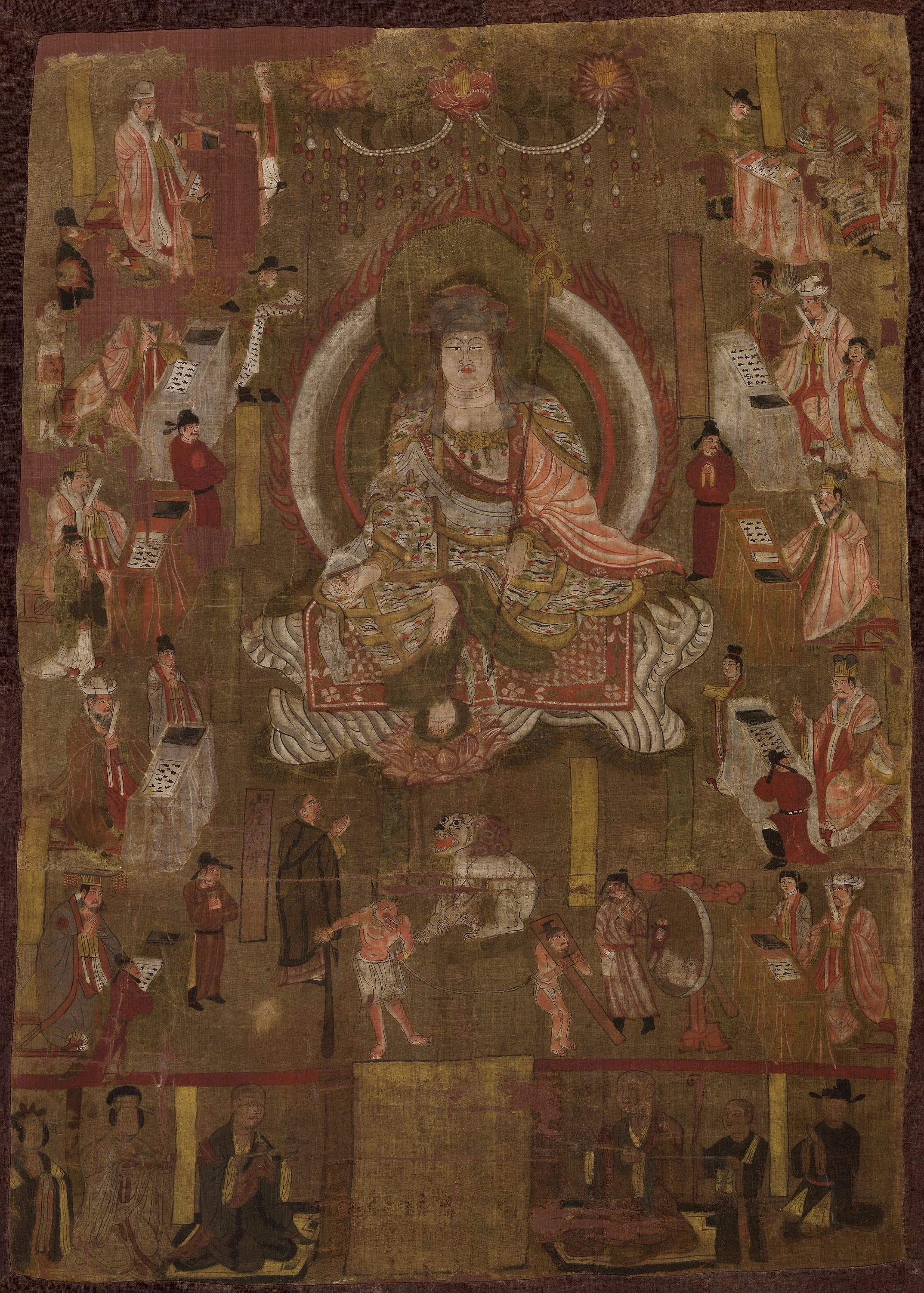
Кшитигарбха и Десять царей ада. Танка из Дуньхуана. Эпоха Тан (кон. IX — нач. X вв). Британский музей, Лондон.

Диюй (кит. 地獄) — царство мёртвых или «ад», преисподняя в китайской мифологии. Представления о Диюе основываются на сочетании буддийской концепции «Нараки» (санскрит — नरक) с традиционными китайскими верованиями о загробной жизни, а также множестве популярных дополнений и новых интерпретаций этих двух традиций.
Диюй, как правило, изображается подземным лабиринтом с различными уровнями и камерами, в которых заключены души людей после их смерти для искупления содеянных грехов. Точное число уровней в Диюе и количество связанных с ними божеств различаются в буддийской и даосской интерпретациях. Некоторые говорят о трёх-четырёх «судилищах», другие упоминают «Десять судилищ ада» (по 16 залов для наказаний), каждым из которых управляет судья (в совокупности известных как десять царей (ванов) Ямы); в иных китайских легендах повествуется о «Восемнадцати уровнях ада». Каждый суд имеет дело с различными аспектами искупления и налагает особые наказания; большинство преданий утверждает, что грешники подвергаются ужасным пыткам, «до погибели», после чего они вновь возвращаются к первоначальному состоянию и пытки повторяются снова.

## Концепции Диюя
Согласно идеям даосизма, буддизма и традиционной китайской народной религии, Диюй — это чистилище, которое служит для наказания и обновления духа в рамках подготовки к реинкарнации в следующей жизни. С Диюем связаны многие божества, чьи имена и цели являются предметом противоречивых версий.
В некоторых ранних китайских источниках сказано о людях, идущих после своей смерти к Жёлтому подземному источнику Хуанцюань, в горы Тайшань, Цзююань, Цзюцюань или Фэнду, где их участь отдана во власть земных и горных духов. В IV—VI вв. формируются даосские представления о стольном городе подземного царства Лофэн, расположенном на горе где-то на краю севера, в более позднее время появляются упоминания о шести дворцах на небе, каждый из которых принимает свои души мёртвых. К IX веку даосами были описаны 24 подземных судилища, локализованных на горе Фэнду. В настоящее время Фэнду и храмы на Тайшань превращены в туристические достопримечательности, включая художественные изображения ада и загробной жизни. В том же IX веке у буддистов Китая формируется деление ада на 10 залов. Приблизительно в XIII—XV веках оформляются представления о иерархии обитателей преисподней, главным божеством признан Юй-ди (Нефритовый государь), ниже него поставлен Дицзан-ван. Поздняя китайская мифология поместила ад непосредственно в уезд Фэнду провинции Сычуань. Некоторые спорные тексты фуцзи народной китайской религии, такие как «Диюй Юцзи» («Путешествие в преисподнюю»), утверждают, что, когда мир изменяется, появляется новый ад с новыми наказаниями и есть даже «Город напрасно умерших» (枉死城 — «Вансычэн»), куда царь первого судилища отправляет души самоубийц, если, конечно, причиной лишения жизни не стали защита целомудрия, верность долгу или почтение к родителям. Путь к возрождению для таких душ, обратившихся в «эгуй» (голодных демонов), закрыт навсегда, но, по поверью, они могут завладеть чужим телом, поэтому опасны для живых. Есть и другие загробные объекты. Одним из важнейших является Найхэ-цяо (奈何橋), «Мост беспомощности», который должна пересечь каждая душа перед входом в подземный мир, подобно реке Стикс в греческой мифологии. Дальше на пути в загробный мир душа проходит павильон Ван Сян Тай (望鄉臺), откуда она ещё раз напоследок может увидеть своих родных и близких, оставленных в мире живых.

## Столица
Среди других географических особенностей в Диюе имеется своя столица под названием Юду. Как правило, по описаниям она напоминает типичный китайский столичный город, такой как Чанъань, но окружена и пронизана тьмой.

## Десять судилищ ада

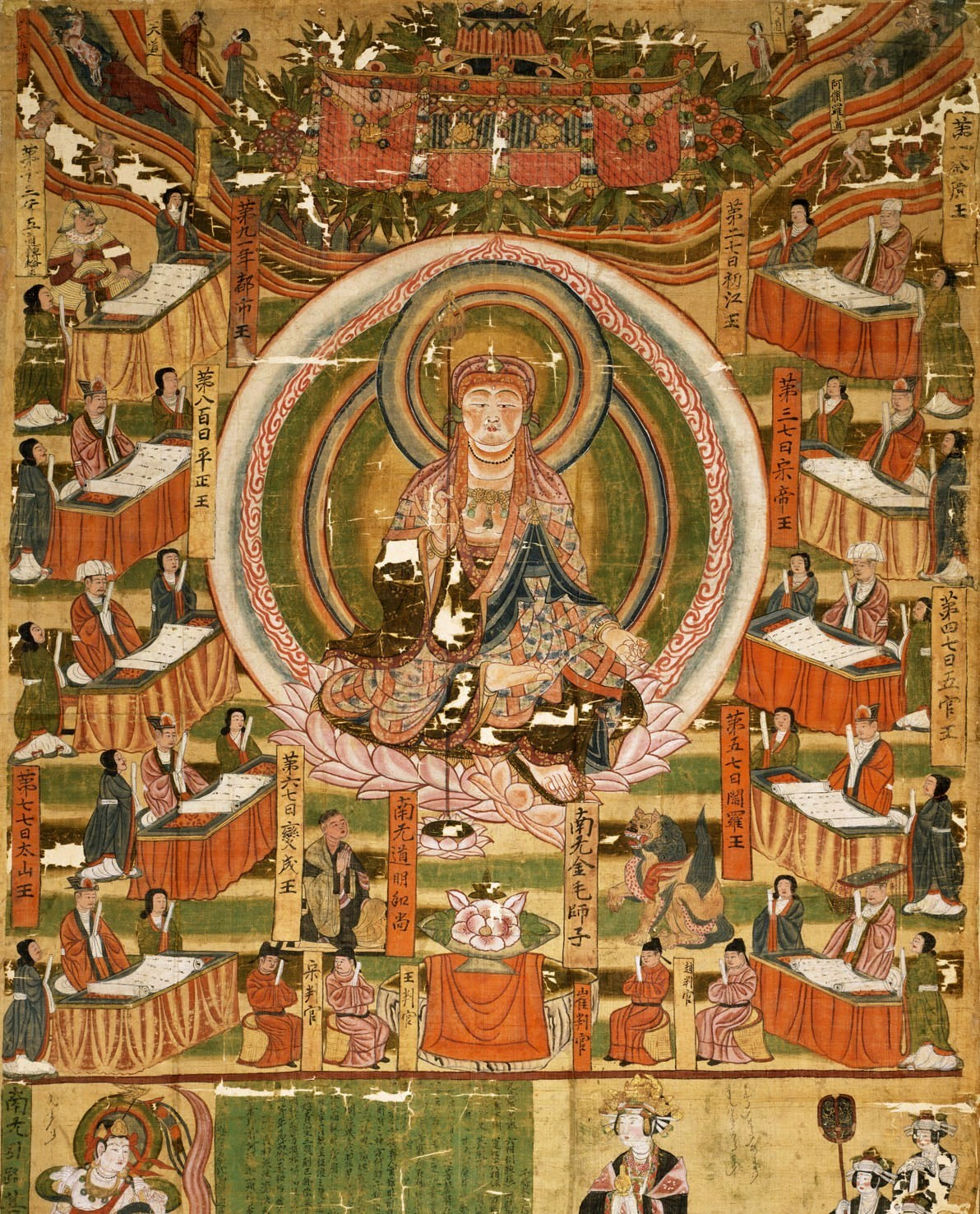
Бодхисаттва Кшитигарбха и Десять Царей Ада. Танка из Дуньхуана, X в. Музей Гиме, Париж. В верхней части шесть лучей символизируют шесть путей перерождения умерших. В нижней части изображен лев и монах Даомин, который вернулся из ада и поведал об увиденном (предполагают, что он настоящий автор Сутры Десяти царей).

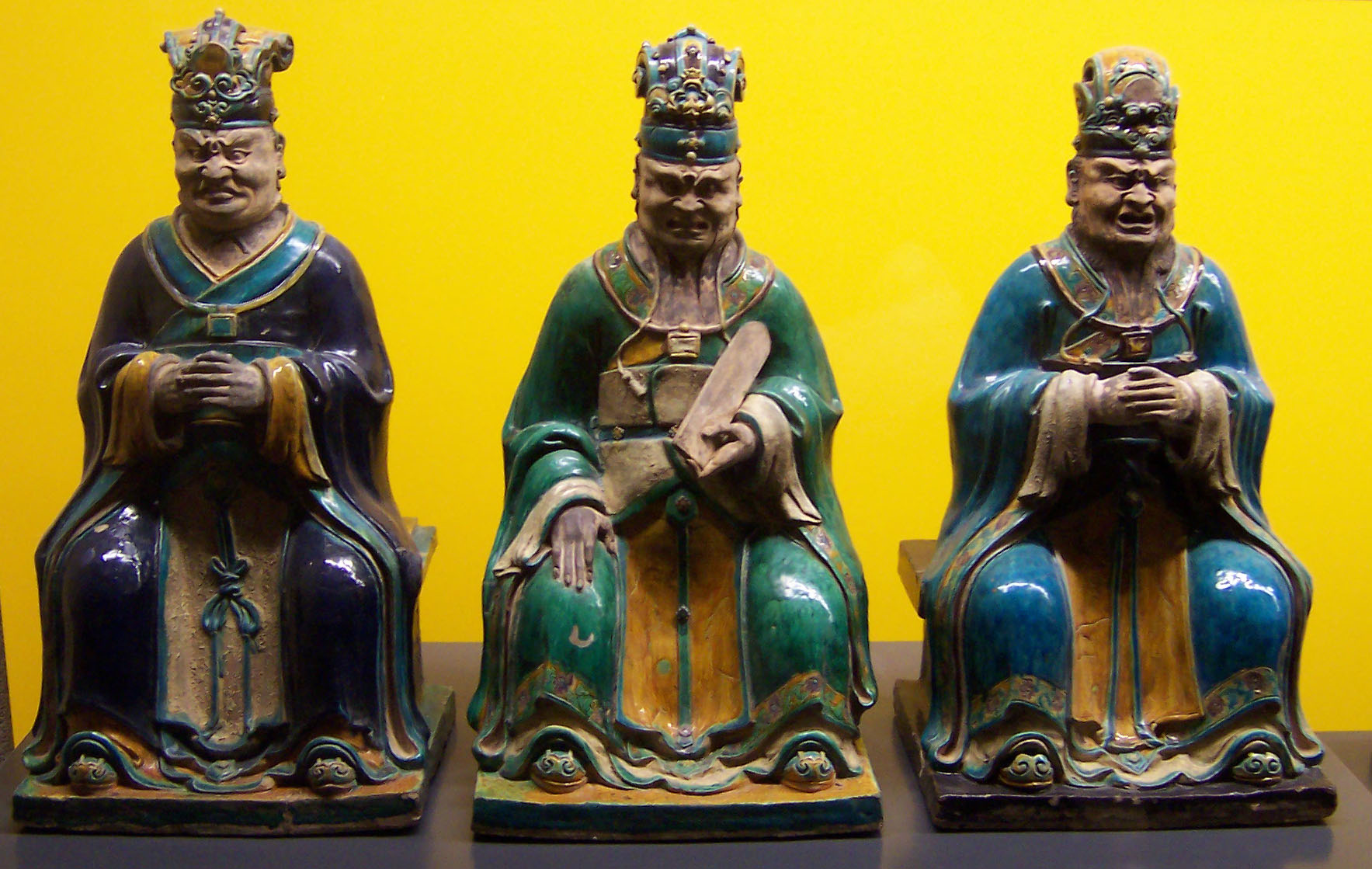
Керамические покрытые глазурью фигурки, представляющие трёх из десяти царей Ямы (Империя Мин (XVI век))

Концепция «Десяти судилищ ада» сложилась в поздней китайской народной религии под влиянием буддизма. В буддийской религиозной традиции ад считается низшей ступенью всего сущего в череде рождений. Пребывание в нём является предельным выражением идеи страдания (дукха). В буддийской космологической картине мира ад — место крайне несвободного пребывания, где доминирует абсолютная причинно-следственная заданность. В буддийских психотехнических практиках видения ада, посещавшие монахов, служили подтверждением иллюзорности мира. Эти буддийские представления развивались в Китае во II—V веках. Тогда же для обозначения буддийского ада стало применяться выражение «ди-юй» (буквально, «земная или подземная тюрьма, узилище») — именно так обозначали загробный мир в сутрах и коротких рассказах «сяошо», дошедших до нас от того времени, в которых описываются демоны, населяющие ад, железные котлы, в которых варились души грешников, и т. д.
К середине V века в Китае существовал достаточно обширный набор сутр, одни из которых были полностью посвящены описанию адов, другие использовали и толковали различные сюжеты, связанные с чистилищем. Во второй половине II в. н. э. в переводе Ань Шигао появились «Сутра о восемнадцати адах Нарая» (кит. Шиба нили цзин; в ней описываются восемь горячих и десять холодных адов) и «Возвещённая Буддой сутра о сошествии в ад в воздаяние грехов» (кит. Фо шо цзуйе инбао цзяохуа диюй цзин; содержит описание десяти видов адских мучений). Позднее, в конце II века н. э. в переводе Кан Цзюя получила известность «Сутра вопросов об аде» (кит. Вэнь диюй цзин), в которой преисподняя разделяется на 64 отдела. Во второй половине IV в. Чжу Фонянь перевёл «Сутру ожерелья бодхисаттвы» (кит. Пуса инло цзин), в которой содержатся обширные пассажи, посвящённые мучениям грешников в аду. Он же в содружестве с Буддхаяшасом выполнил перевод «Диргхагама сутры» (кит. Чан ахань цзин); в этой сутре описываются восемь больших адов с шестнадцатью «подадами» каждый. В начале V века Буддхабхадра перевёл «Буддханусмритисамадхи-сутру» (кит. Гуань фо саньмэй хай цзин), в которой изложена система из 18 адов со столькими же дополнительными. Приблизительно в это же время Ши Баоюнем была переведена «Буддхапурвакарья-сутра» (кит. Фо бэнь син цзань), содержащая подробное описание ада Девадатты -— двоюродного брата и непримиримого противника Будды. Система из тридцати адов описывается в «Сутре сосредоточения-самадхи на очищении и спасении» (кит. Цзин ду саньмэй цзин), которая была переведена Ши Баоюнем и Ши Чжиянем, но сохранилась только в цитатах.
Истоки системы «Десяти судилищ ада» связаны с бодхисаттвой Кшитигарбхой (кит. Дицзан), которого буддийская традиция часто именует «бодхисаттвой ада» в связи с тем, что он взял на себя титанический труд по спасению душ, попавших в ад. В «Сутре десяти колёс», переведённой знаменитым монахом Сюаньцзаном (602—664 гг.), повествуется о горе Кхардия, которая была Чистой Землёй (обиталищем) бодхисаттвы Кшитигарбхи. На этой горе, согласно сутре, Будда Шакьямуни восхвалял перед своими учениками Кшитигарбху. В сутре повествуется о десяти колёсах царя-чакравартина, воплощающих десять сил Будды, которые способны разрушать ады и приносить пользу всем живым существам. Вероятно, под влиянием этого текста в китайском буддизме развилось и закрепилось каноническое число адов — десять.
В X веке сычуаньский монах Цзанчуань из монастыря Да Шэнцы в Чэнду написал «Сутру Десяти Царей» (Шиван Шэнци Цзин). В ней даётся подробное описание загробного мира, состоящего из десяти адов, возглавляемых десятью царями. Согласно буддийской доктрине, существуют шесть живых сущностей: божество, человек, демон, животное, голодный дух и обитатель ада. Души раскаявшихся оставались в чистилище до момента перерождения в другой форме; в зависимости от решения десяти царей они могли переродиться в виде людей, животных, голодных духов и т. д. На нескольких танках из Дуньхуана можно видеть бодхисаттву Кшитигарбху, который клянётся положить конец страданиям всех живых существ; по сторонам от него десять царей ада и шесть световых лучей, которые символизируют шесть разных путей перерождения существ.
В «Сутре Десяти царей» также описывается порядок, которому следует «бюрократическая машина» ада. Например, если тот, кто недавно умер, успешно прошёл судилище первого из десяти царей ада, то он может быть избавлен от чистилища всего через неделю и возрождён на седьмой день после смерти. Если не прошёл, то он каждые семь дней предстаёт перед судилищем очередного царя. В том случае, если умерший дойдёт до суда седьмого царя, он будет освобожден от адских мук на 49-й день. Если умерший дошёл да восьмого суда, то будет освобождён от мук ада через 100 дней, девятый суд освободит его только через год, а десятый — через три года.
Эти представления были усвоены всей китайской религиозной традицией и просуществовали в народном сознании вплоть до нашего времени.
Представления об аде распространялись в народе благодаря буддийским проповедникам и храмовым росписям на темы сутр об аде. Из буддизма в китайскую мифологию пришёл также «Небесный император» Тянь-ди (верховное божество Тридцати трёх небес — Трайястримша из индо-буддийских представлений), который в Китае стал ассоциироваться с высшим божеством китайского пантеона — Шан-ди. Ему приписывалось главенствующее положение в загробном мире — повелевание судьбами умерших. Подобным же образом возник мифологический герой Яньлован, он же Яма, или Ямараджа, также пришедший из буддизма; по одним версиям — он пятый царь из Десяти царей ада, по другим — Царь мёртвых, который главенствовал в загробном суде. Он занимает прочную позицию в пантеоне только начиная с VII—VIII вв. После долгого периода формирования к X веку представления об аде трансформировались в религиозно-бюрократический культ глав десяти ведомств или департаментов, повелевающих судьбами обитателей царства мёртвых.
В более поздней китайской мифологии Нефритовый император назначил царя Яму (пятый из десяти царей ада) надзирать за делами Диюя. Существовали 12 800 преисподних, расположенных под землёй, и 84 000 преисподних, находящихся на краю вселенной. Яма сократил количество преисподних до десяти. Позже он разделил Диюй на десять судилищ, за каждым из которых наблюдал «царь Ямы», в то время как сам Яма оставался в качестве верховного правителя Диюя. Все попадают в Диюй после смерти, но промежуток времени, который человеческая душа проводит в аду, зависит от тяжести совершённых грехов, и, после получения должного наказания, она в конечном итоге будет направлена на реинкарнацию. Всего душе достаточно пройти шесть форм перерождения, добродетельные перевоплощаются на землю в князей, военачальников и знать; не столь благочестивые — в учёных мужей, торговцев, ремесленников и крестьян, а некоторых ждёт сиротская, вдовья или бездетная участь. Грешники в новой жизни рождаются животными, птицами, насекомыми и гадами. В то же время, души будут переходить от одного этапа к другому по решению Ямы.
| №  | Имя и титул                                   | День рождения (по китайскому календарю) | Владения                                           | Описание судилища |
| -- | --------------------------------------------- | --------------------------------------- | -------------------------------------------------- | --- |
| 1  | Цзян, Циньгуан-ван 秦廣王蔣                   | 1 день 2-го лунного месяца              | Жизнь и смерть, и судьба всех человеческих существ | Циньгуан-ван считается главным из десяти судей, он восседает на Чёрной дороге у Жёлтого источника над большим морем. В его судилище души подвергаются допросу. Чистые души проходят сразу в десятое судилище, откуда вновь отправляются на землю, а нечистые души проходят мимо «зеркала греха», в котором отражаются все их дурные поступки, а на раме написаны слова «На террасе (не-цзин-тай), [обращённой к востоку], перед зеркалом греха нет хороших людей». Владения Циньгуан-вана включают «двор голода» (цзи-чан), «двор жажды» (кэ-чан), «камеру восполнения священных текстов» (бу-цзин-со), где томятся монахи, не дочитывающие заупокойные молитвы, но взявшие за них вознаграждение.                                                     |
| 2  | Ли, Чуцзян-ван 楚江王歷                       | 1 день 3-го лунного месяца              | Санджива, Арбуда                                   | Во втором судилище, полном нечистот, грешников колют вилами. Под конвоем духа Чжэннин («мохнатая собака») и Чи-фа («красноволосый») сюда для отбывания наказания посылаются души воров, обманщиков, дурно лечащих врачей, извращенцы и прелюбодеи. |
| 3  | Юй, Сунди-ван 宋帝王余                        | 8 день 2-го лунного месяца              | Каласутра, Нирарбуда, Хэйшэн («чёрная верёвка»)    | В третьем судилище, расположенном под морем к юго-востоку, чёрной пеньковой верёвкой грешникам связывают руки и ноги, стягивают горло, потом отбивают колени, выкалывают глаза, печень и сердце сжимают клещами, строгают сердце, живьём снимают кожу. Грешников конвоирует чёрт Далигуй («силач»). Сюда для отбывания наказания посылаются души сомневающихся в императорской заботе о его подданных, плохие чиновники, лживые жёны. |
| 4  | Люй, Угуан-ван 五官王呂                       | 18 день 2-го лунного месяца             | Самгхата, Атата                                    | В четвёртом судилище протекает «река нечистот» Найхэ, а проход через мост сторожат ядовитая змея и злой пёс. «Кровавый пруд» Сюэучи принимает души убийц-святотатцев. В залах судилища наказываются завистники, шантажисты, нарушившие обещания дать взаймы, неплательщики налогов, жулики-торговцы и обманщики-покупатели, расхитители масла из уличных фонарей и камней из мостовых; те, кто поносил демонов и оставлял на улице битое стекло. |
| 5  | Бао, Яньло-ван (Янь-ван, Сэньло-ван) 閻羅王包 | 8 день 1-го лунного месяца              | Раурава, Хахава                                    | Судья Яньло-ван изначально был главным ваном и владыкой первого судилища, но был отправлен в пятое, поскольку не препятствовал душам людей, погибших от несчастных случаев, возвращаться на землю. В пятом судилище, расположенном под морем к северо-востоку, лишаются сердец. Грешников конвоируют Воловья башка и Лошадиная морда, которые возводят их на Вансянтай («террасу, откуда смотрят на родной дом») по лестнице, ступени которой представляют собой ножи. Поднявшись по 63 ступеням, души имеют возможность увидеть и услышать близких, остающихся на земле. Это наказание предназначено презревшим последнюю волю родителей, кто плохо исполнял свои семейные обязанности, при живой жене или муже допускал грезить о близости с другим. |
| 6  | Би, Бяньчэн-ван 卞城王畢                      | 8 день 3-го лунного месяца              | Махараурава, Хухува и «Город напрасно умерших»     | В шестом судилище, под морем на севере, бросают собакам вырезанные сердца грешников. Здесь терпят наказание люди, фамильярно и неблагочестиво обращавшиеся с богами, обобравшие украшения со святых статуй и изображений, ни во что не ставившие книги и письмена. |
| 7  | Дун, Тайшань-ван 泰山王董                     | 27 день 3-го лунного месяца             | Тапана, Утпала                                     | Седьмое судилище находится под морем на северо-западе. В зале Ба-шэ («вырывание языков») наказываются клеветники. Имена отведавших человечьей плоти вносят в список Шэнсы-бу («книгу живота и смерти»), записанные в который при перерождении в следующей жизни будут испытывать постоянные муки голода. В других залах мучаются грабители, азартные игроки, оставившие новорождённое дитя. |
| 8  | Хуан, Души-ван 都市王黃                       | 1 день 4-го лунного месяца              | Пратапана, Падма                                   | В восьмом судилище, расположенном под морем на западе, отбывали наказание не почитающие отца и мать, также те, кто не исполнил похоронные обязанности в отношении своих родителей. Этим грешникам, как правило, была суждена реинкарнация в облик животного с кратким сроком жизни. После того как душа исправляла своё отношение и не возвращалась более к прежнему нечестию, Цзаован, бог очага, отмечал чело персоны тремя иероглифами: цзунь («исполнил»), шунь («подчинился»), гай («исправился»). |
| 9  | Лу, Пиндэн-ван 平等王陸                       | 8 день 4-го лунного месяца              | Авичи, Махападма                                   | Девятое судилище находится под морем на юго-западе и по периметру ограждено металлической сетью. Здесь удушают верёвками, отрубают головы, разрезают на кусочки души поджигателей, изготовителей ядов, особенно для вызывания аборта, делателей пошлых изображений и злокозненных книг. |
| 10 | Сюэ, Чжуаньлунь-ван 轉輪王薛                  | 17 день 4-го лунного месяца             | Отправка душ для реинкарнации                      | Десятое судилище находится под морем на востоке. Души, готовые по решению судьи Чжуаньлунь-вана к перерождению, идут сначала в павильон богини «тётушки Мэн» (Мэн-по), где кандидатам подаётся напиток забвения и они уходят на землю одним из шести мостов — золотым, серебряным, нефритовым, каменным или двумя деревянными. По желанию дев, желающих отомстить своим соблазнителям, им могут сохранить память, но они вернутся в мир живых бестелесными духами. Ежемесячно перечень душ, допущенных к реинкарнации, передаётся в первое судилище, а оттуда его получает дух Фэндушэнь. |

## Восемнадцать уровней ада

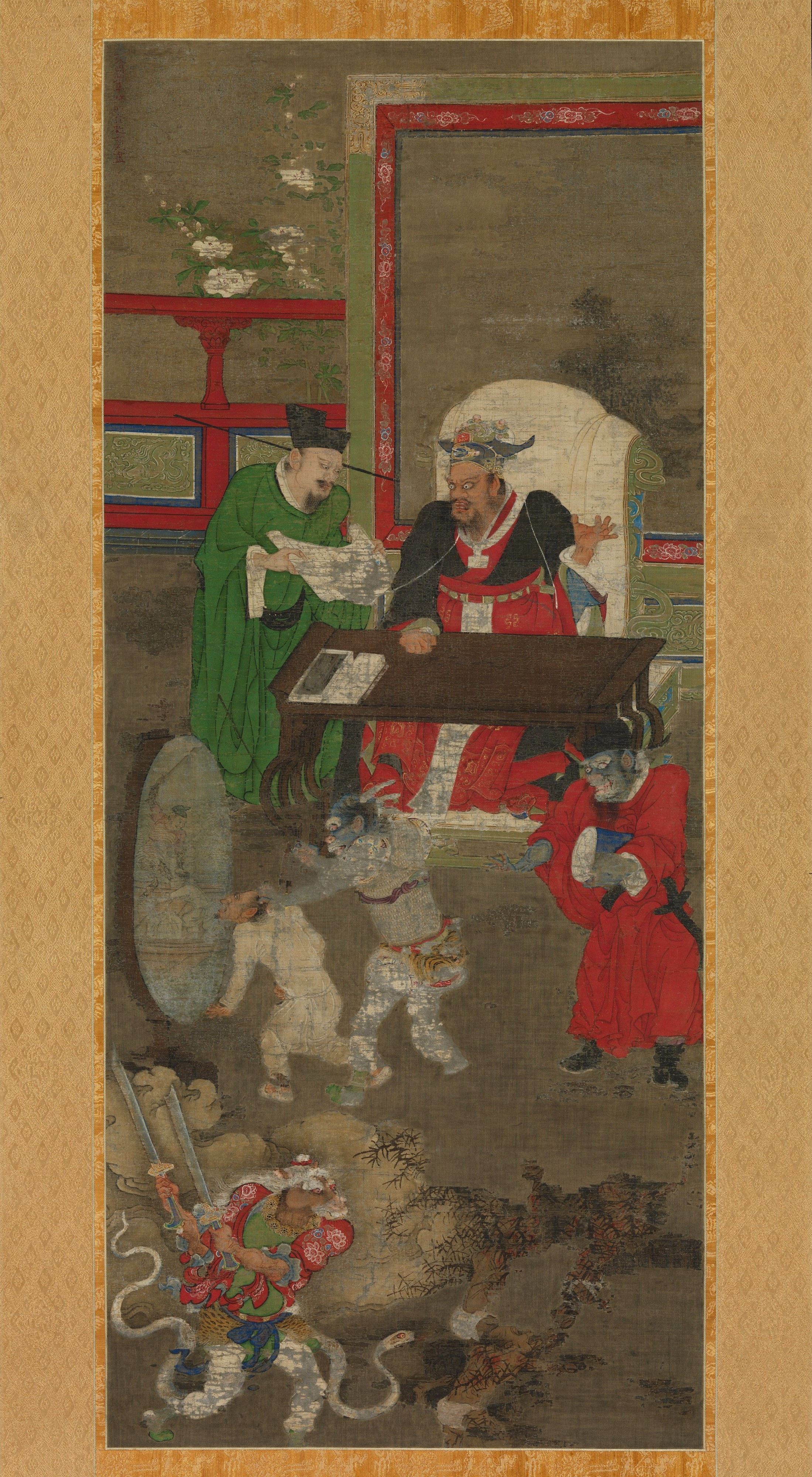
Цзинь Чуши. Яма — пятый царь ада. до 1195 г, Музей Метрополитен, Нью-Йорк.

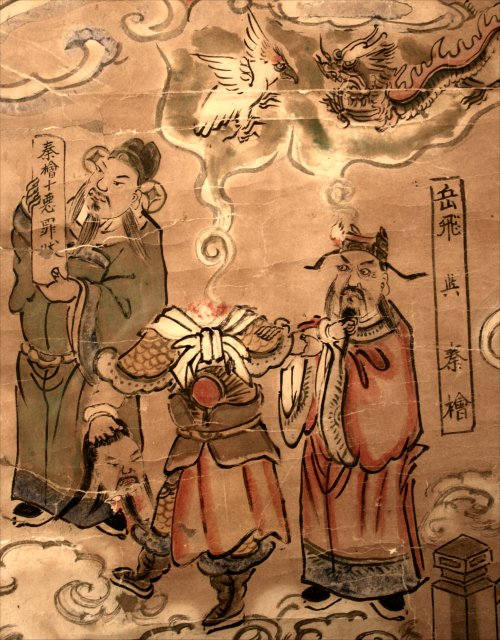
Безголовый призрак Юэ Фэя, стоящий перед недавно умершим духом Цинь Хуэя в шестом судилище. Пояснение на картинке гласит: «Цинь Хуэй, десять нечестивых преступлений» (Китай, XIX столетие).

Концепция восемнадцати уровней Диюя берёт начало в эпоху правления династии Тан (VI—VIII века). Буддийский текст Вэнь Диюй Цзин (問地獄經) упоминает 134 преисподних, но эти представления были упрощены и сведены для удобства в 18 уровней. Грешные души чувствуют боль и муки так же, как живые человеческие существа, когда они подвергаются пыткам. Они не могут «умереть» от мучений, потому что, когда наказание заканчивается, их духовные тела возвращаются в своё первоначальное состояние и истязание повторяется. Некоторые литературные источники каждому виду наказания отводят по одному уровню. Преступники, которые не были наказаны при жизни, получают возмездие в аду после смерти.
Ниже приведен список наиболее распространённых наказаний и пыток на восемнадцати уровнях ада:
- «Три пытки», или Сань-ту (三塗): огнём (火塗 — «хо-ту»), ножами (刀塗 — «дао-ту»), кровью (血塗 — «сюэ-ту»).
- Гора ножей: грешников принуждают пролить свою кровь при восхождении на гору, усеянную острыми лезвиями. Некоторые изображения показывают преступников, залезающих на деревья с ножами или острыми шипами, торчащими из стволов и ветвей.
- Расчленение: тела грешников расчленяются разнообразными способами, в том числе распиливанием, колесованием, рассечением пополам, используется побитие скалами или валунами, переезд транспортными средствами.
- Размалывание: грешников бросают в мельницы, где они превращаются в кровавое месиво.
- Пытки, связанные с огнём: грешники поджариваются или варятся в масляных котлах (油鍋 — «Юго»), помещаются непосредственно в огненную печь, нагих преступников заставляют подняться на большой раскалённый металлический цилиндр, в горло грешникам вливается кипящая жидкость, или ею обливают части их тел.
- Членовредительство: вырывание языка, выкалывание глаз, вырезание сердца и других внутренних органов, сдирание кожи, отрубание пальцев рук и ног.
- Пытки льдом: раздетые грешники страдают от обморожения в ледяном мире. Их тела, в конечном итоге, разваливаются или разрываются на куски.
- Пыточные крюки и гвозди: тела грешников пронзают крюками и подвешивают вниз головой, или вбивают в них гвозди.
- Лужа крови: грешников бросают в лужу крови, причём кровь льётся изо всех отверстий в теле.
- Пытки с участием животных: грешников топчут крупным рогатым скотом, натравливают на них животных с рогами или клыками или ядовитых змей.
- Авичи: период страданий в этом зале является самым длинным, он зарезервирован для грешников, которые совершили тяжкие преступления, в том числе Пять серьёзных преступлений (см. Анантарика-карма).

## Другие названия Диюя
Другими наиболее распространёнными китайскими названиями для преисподней являются:
- Дифу (地府), «Земные палаты».
- Хуанцюань (黃泉), «Жёлтый источник», на японском языке называется ёми.
- Иньцзянь (陰間), «Тень Земли».
- Иньфу (陰府), «Потусторонние палаты».
- Иньсы (陰司), «Потусторонняя контора».
- Сэньло-дянь (森羅殿), «Суд Сэньло».
- Яньло-дянь (閻羅殿), «Суд Яньло».
- Цзюцюань (九泉), «Девять источников».
- Чунцюань (重泉), «Повторный источник».
- Цюаньлу (泉路), «Дорога к источнику».
- Юмин (幽冥), «Безмятежная тьма».
- Южан (幽壤), «Тихая земля».
- Хокан (火炕), «Огненная яма».
- Цзюю (九幽), «Девять безмятежностей».
- Цзююань (九原), «Девять истоков».
- Минфу (冥府), «Тёмные палаты».
- Аби (阿鼻), «Авичи», ад непрерывной пытки, последний и самый глубокий из восьми Горячих Нарак.
- Цзугэнь (足跟), «Пятка».
- Фэнду-чэн (酆都城), ссылка на город-призрак Фэнду.